# Ryley Bugay
Ryley Bugay, née le 23 janvier 1996 à West Lafayette aux États-Unis, est une footballeuse internationale philippine. Elle joue au poste de défenseure ou de milieu de terrain.

## Biographie
Bugay naît le 23 janvier 1996 à West Lafayette, en Indiana, aux États-Unis, de Dave et Terri Bugay et a trois frères et sœurs. Elle fréquente la William Henry Harrison High School et s'est inscrite en vue d'obtenir un diplôme en sciences biomédicales.
Poursuivant ses études de médecine, elle est entrée à l'école de médecine de l'Université de l'Indiana à Evansville.
À la William Henry Harrison High School, Bugay joue dans l'équipe de son établissement et est quatre fois membre de l'équipe de football. Lors de sa deuxième saison, elle aide l'école à remporter le championnat de section et est nommée dans l'équipe HCC All-Conference Team et dans la deuxième équipe All-District. Pour sa saison junior, elle est nommée MVP du lycée, reçoit une mention honorable de tout l'État et est nommée dans la première équipe de tout le district. Elle est capitaine de l'équipe pendant sa dernière saison.
Bugay joue pour les Golden Eagles de Marquette où elle commence sa carrière universitaire en 2015. Au cours de la saison 2017, Bugay joue un maximum de 1 871 minutes et commence les 21 matchs en tant que titulaire au poste de milieu de terrain. Elle est considérée comme une joueuse clé pour Marquette et gagne le surnom de "Ry Boo Boo Glue" de son entraîneur en raison de la façon dont elle maintient l'équipe universitaire "ensemble".

### En club
En 2017, elle joue pour le FC Indiana. Deux ans plus tard, elle connaît sa première aventure à l'étranger en signant au 1. FC Sarrebruck en Allemagne.

### En sélection
Après sa saison 2017 avec Marquette, Bugay est invitée à participer à un camp d'entraînement de l'équipe des Philippines en novembre 2017. Elle fait partie de la liste des 23 joueuses pour la Coupe d'Asie 2018.
Lors de la Coupe du monde 2023, elle est titulaire au milieu de terrain.

## Palmarès
Équipe des Philippines
- Jeux d'Asie du Sud-Est (1) :
  - Troisième : 2021.
- Championnat d'Asie du Sud-Est (1) :
  - Vainqueure : 2022.